# Emil Koeppel
Emil Ferdinand Johann Koeppel (* 20. September 1852 in Nürnberg; † 9. Juni 1917 in Straßburg) war ein deutscher Anglist und Hochschullehrer.

## Leben und Wirken
Emil Koeppel machte zunächst eine kaufmännische Ausbildung und war mehrere Jahre als Kaufmann tätig, u. a. in London (1874/75) und Florenz. Erst 1881 legte er seine Reifeprüfung in Ansbach ab. Von 1881 bis 1884 studierte er dann Anglistik und Romanistik an den Universitäten Göttingen, Berlin und München. 1883 absolvierte er eine Prüfung für das Lehramt an höheren Schulen und promovierte 1884 an der Universität München bei Hermann Breymann. Ein Jahr später (1885) habilitierte sich Koeppel (ebenfalls bei Hermann Breymann) für Anglistik. Zunächst war er an der Universität München als Privatdozent tätig, seit 1892 als außerordentlicher Professor. Im Jahre 1896 übernahm er eine ordentliche Professur an der Universität Straßburg. 
Koeppel veröffentlichte hauptsächlich mehrere Werke zur Geschichte der englischen Dramen.

## Veröffentlichungen (Auswahl)
- Lydgate's Story of Thebes. Eine Quellenuntersuchung. Dissertation Universität München 1884.
- Studien zur Geschichte der italienischen Novelle in der englischen Literatur des sechzehnten Jahrhunderts (= Quellen und Forschungen zur Sprach- und Kulturgeschichte der germanischen Völker, Bd. 70). Trübner, Straßburg 1892.
- Quellenstudien zu den Dramen Ben Jonson's, John Marston's und Beamont's und Fletcher's (= Münchener Beiträge zur romanischen und englischen Philologie, Bd. 11). Deichert, Erlangen 1895.
- Quellenstudien zu den Dramen George Chapman's, Philip Massinger's und John Ford's (=   Quellen und Forschungen zur Sprach- und Kulturgeschichte der germanischen Völker, Bd. 82). Trübner, Straßburg 1897.
- Im Dienste der Wissenschaft und andere Geschichten. Schlesier & Schweikhart, Straßburg 1897 (eigene Gedichte, veröffentlicht unter dem Pseudonym Johann Ferdinand Eck).
- Tennyson. E. Hofmann, Berlin 1899.
- Spelling-pronounciations. Bemerkungen über den Einfluss des Schriftbildes auf den Laut im Englischen (=  Quellen und Forschungen zur Sprach- und Kulturgeschichte der germanischen Völker, Bd. 89). Trübner, Straßburg 1901.
- Lord Byron. E. Hofmann, Berlin 1903.
- Studien über Shakespeare's Wirkung auf zeitgenössische Dramatiker (= Materialien zur Kunde des älteren englischen Dramas, Bd. 9).  Uystpruyst, Louvain 1905.
- Ben Jonson's Wirkung auf zeitgenössische Dramatiker und andere Studien zur inneren Geschichte des englischen Dramas (= Anglistische Forschungen, Bd. 20). Winter, Heidelberg 1906.
- Deutsche Strömungen in der englischen Literatur. Heitz, Straßburg 1910.
- Robert Browning. Felber, Berlin 1911.